# Dłużnik (film)
Dłużnik (oryg. tytuł: Borxhliu) – albański film fabularny z roku 1999 w reżyserii Ariana Çuliqiego.

## Opis fabuły
Film telewizyjny. Komedia o początkującym biznesmenie, który dla rozkręcenia nieudolnie prowadzonego interesu pożycza pieniądze od swoich przyjaciół, przekonując, że wkrótce osiągnie sukces ekonomiczny.

## Obsada
- Sejfulla Myftari jako Zafir
- Aleko Prodani jako Bexhet
- Hajrie Rondo jako Filja
- Rita Lati
- Fadil Kujovska
- Veronika Papa
- Mariana Kondi
- Krenar Traka
- Behar Mera
- Arben Dervishi
- Julia Iliriani
- Muharrem Hoxha
- Fatmir Xhelili